# Kaarel Kiidron
Kaarel Kiidron (* 30. April 1990 in Urvaste) ist ein estnischer estnischer Fußballspieler, der als Abwehrspieler aufgeboten wurde.

## Karriere

### Verein
Kaarel Kiidron spielte in der Jugend zunächst beim FC Lootos Põlva. Im Alter von 16 Jahren wechselte er zum JK Tammeka Tartu. Aus der Jugend von Tammeka kam er im Jahr 2009 in die erste Mannschaft und konnte sich dort einen Stammplatz erkämpfen. Nach drei Spielzeiten, wobei er mit dem Team aus Tartu jeweils einmal Sechster und zweimal Siebter in der Liga wurde, wechselte der großgewachsene Abwehrspieler am Saisonende 2011 gemeinsam mit dem Mannschaftskollegen Siim Tenno leihweise zum FK Viktoria Žižkov. Bis zum Ende der Saison 2011/12 kam er in der Rückrunde als Stammspieler in der Innenverteidigung zu zehn Spieleinsätzen in der höchsten tschechischen Spielklasse der Gambrinus Liga. Mit dem Verein konnte er den Abstieg in die Druhá fotbalová liga am Saisonende allerdings nicht vermeiden, Kiidron entschloss sich trotzdem dafür auch in der 2. Liga beim Verein aus dem Prager Stadtteil Žižkov zu verbleiben. 2014 kehrte er zu Tammeka zurück und spielte dort bis zum Ende seiner Laufbahn, 2017.

### Nationalmannschaft
Kaarel Kiidron debütierte für Estland für deren U-21 Auswahl im Februar 2011 gegen Finnland. Nach der Halbzeitpause kam er beim Stand von 1:1 für Marek Kaljumäe ins Spiel, am Ende konnten die Junioren aus Finnland mit 4:1 gewinnen. Es folgten zwei erfolgreiche Einsätze im selben Jahr mit Siegen gegen Luxemburg sowie Lettland. Im Jahr 2012 wurde Kiidron erstmals für die A-Elf Estlands von Nationaltrainer Taarmo Rüütli für das Länderspiel gegen Kroatien in Pula eingeladen. Er debütierte für sein Heimatland zusammen mit dem Stürmer Henrik Ojamaa. Der Innenverteidiger profitierte durch eine Knieverletzung von Alo Bärengrub, wodurch Kiidron kurzfristig zur Nationalmannschaft kam.